# Лаудон, Эрнст Гидеон
 Эрнст Гидеон фон Лаудон (нем. Ernst Gideon von Laudohn; 2 (13) февраля 1717, Тотцен, Ляудона, Лифляндия — 14 июля 1790, Ной-Титшейн, Австрия) — барон, генералиссимус, прославленный австрийский военачальник времён Семилетней войны.

## Биография
Происходил из семьи с шотландскими корнями, обосновавшейся в Лифляндии.

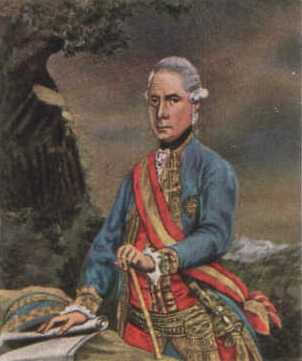
Эрнст Гидеон барон фон Лаудон

В 1732 году вступил на русскую службу. В 1734 году участвовал в осаде Данцига, в 1735 году — в составе корпуса П. П. Ласси совершил поход к Рейну.
В 1736—1739 годах участвовал в русско-турецкой войне. По заключении мира отправился в Петербург «искать правды» в служебных конфликтах, поскольку его жалобе не был дан ход, разочарованный, оставляет русскую службу.
После неудачной попытки поступить на прусскую службу, становится в 1742 году капитаном австрийского иррегулярного пандурского корпуса Ф. фон Тренка. В 1744 году, во время Войны за австрийское наследство, тяжело ранен. Переходит в католицизм. До начала Семилетней войны служит на границе.
Семилетнюю войну начал подполковником, уже в феврале 1757 года, отличившись в двух удачных схватках, произведён в полковники. Командуя лёгкой кавалерией австрийцев в Имперской армии, ведёт «малую войну» против пруссаков в Саксонии. Участник битв при Колине и Росбахе, после Росбаха произведён в генерал-майоры.
В бою под Домштадлем перехватил большой прусский обоз, что привело к снятию Осады Ольмюца пруссаками. За эту победу 30 июня 1758 года был произведён в фельдмаршал-лейтенанты. За отличие в битве при Хохкирхе награждён большим крестом ордена Марии Терезии и возведён в звание барона.
Возглавил корпус австрийцев, участвовавший в битве при Кунерсдорфе. В немецкоязычной историографии Лаудону приписывается заслуга решающего вклада в разгром пруссаков при Кунерсдорфе.

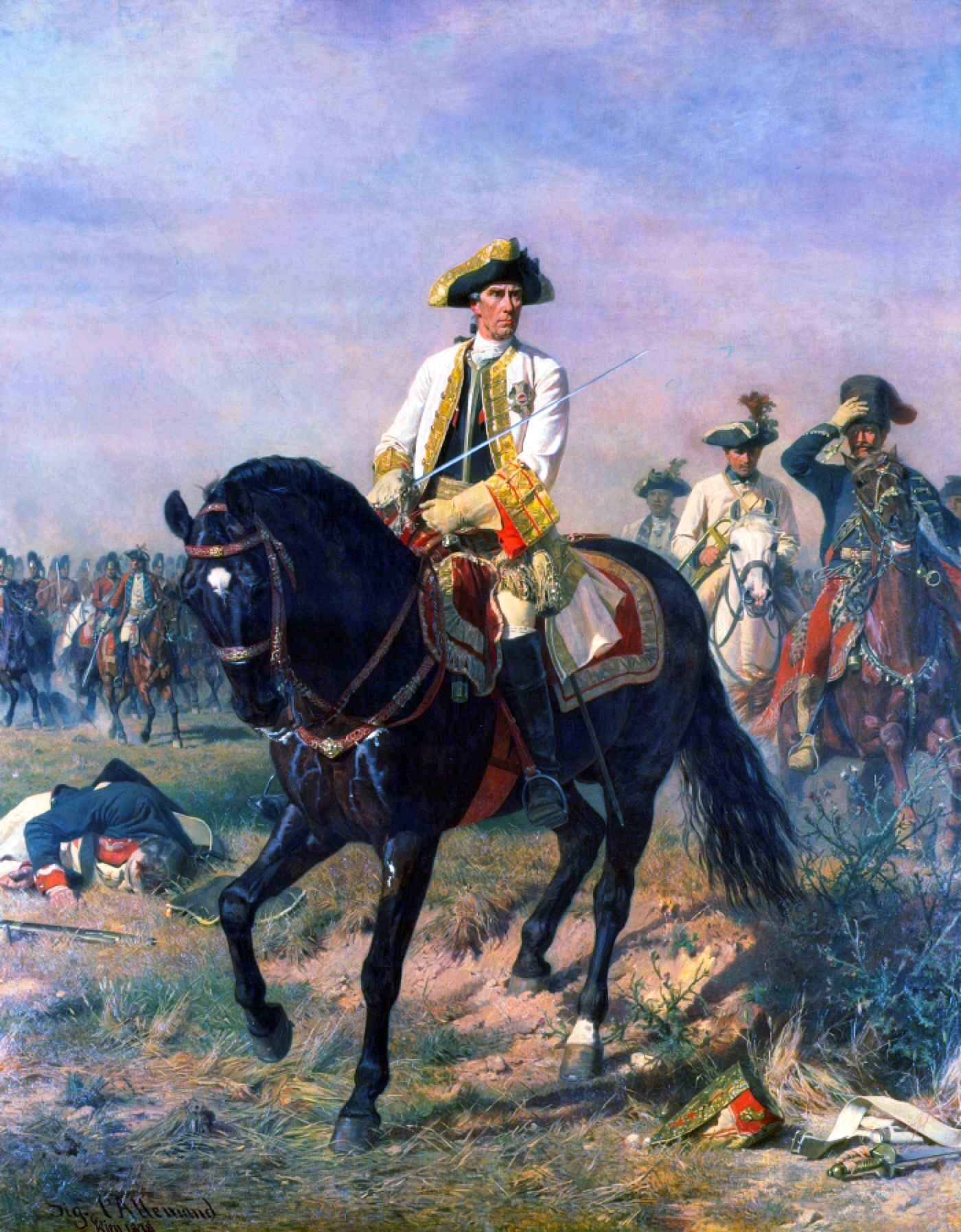
Зигмунд Л’Аллемань. Лаудон в победной позе в Кунерсдорфском сражении (1878)

После Кунерсдорфа, возглавив 36-тысячный отдельный корпус, разбил 23 июня 1760 года корпус прусского генерала Фуке под Ландесхутом, 7 июня осадил и 26 июля взял Глац (ныне Клодзко, Польша), неудачно осаждал Бреслау (ныне Вроцлав, Польша).
15 августа 1760 года был разбит Фридрихом II при Лигнице, ответственность за своё поражение возложил на своих недругов, Дауна и Ласси.
В следующем году действовал во главе отдельного 60-тысячного корпуса в Силезии вместе с русскими. В ночь с 30 сентября на 1 октября сумел взять крепость Швейдниц (ныне Свидница, Польша). В 1762 году был, благодаря проискам Дауна, отстранён от командования.

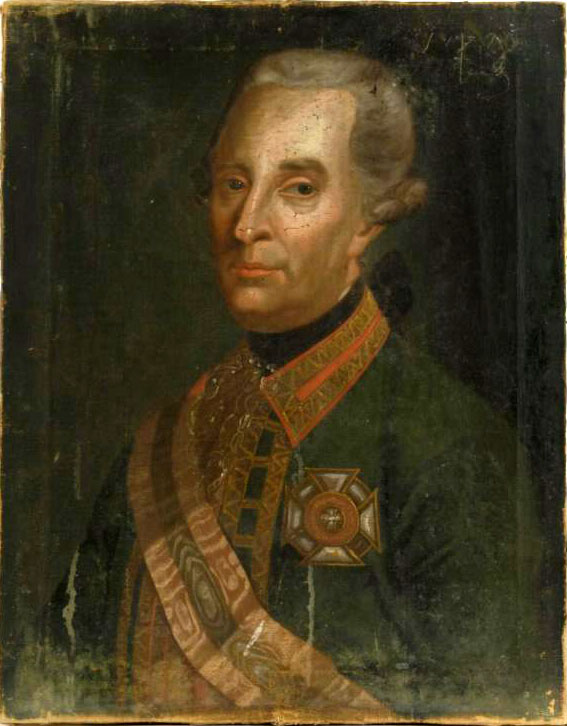
Портрет кон. XVIII в.

До смерти Дауна в 1766 году остаётся не у дел, в 1766 году становится членом Гофкригсрата, с 1769 года — главнокомандующий в Моравии.
27 февраля 1778 года производится в фельдмаршалы, в том же году, во время Войны за баварское наследство, оперирует против войск принца Генриха Прусского в Богемии.
В связи с болезнью фельдмаршала Хадика становится главнокомандующим австрийскими войсками в войне против Турции в 1788—1789 годах, наносит туркам ряд серьёзных поражений, берёт Белград. По успешном окончании войны производится в генералиссимусы.
В 1790 году получает главное командование над армией, которая предназначена для войны с Пруссией. Смерть помешала Лаудону отличиться в последний раз.
С именем барона Лаудона связано старинное, но всё ещё популярное ругательство в Австрии нем. Fix Laudon! (от сокр. нем. Kruzifix, «Фикс Лаудон!» — букв. «распять Лаудона», «распни Лаудона»), означающее приблизительно «чёрт побери!». Как считается, его первой произнесла сама императрица Мария Терезия, которую прославленный генералиссимус сумел, тем не менее, прогневать в какой-то ситуации.